# Simone Niggli-Luder

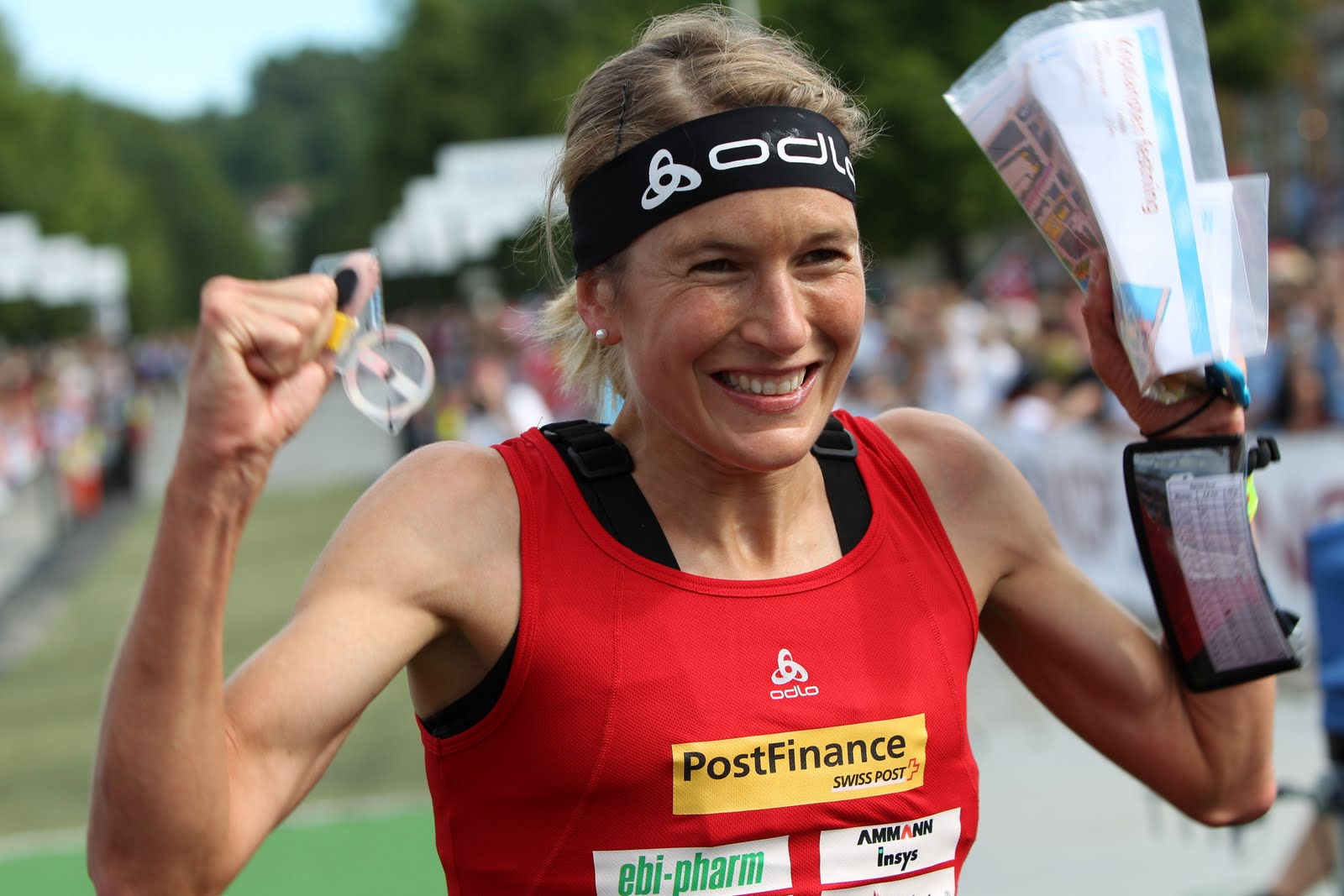
Simone Niggli-Luder

Simone Niggli-Luder (Burgdorf, 9 januari 1978) is een Zwitserse oriëntatieloopster die twee keer (2003 en 2005) alle vier de vrouwenwedstrijden tijdens de wereldkampioenschappen heeft gewonnen. Ze werd in eigen land driemaal werd verkozen tot Zwitsers Sportvrouw van het Jaar: 2003, 2005 en 2007.
Geboren als Simone Luder, groeide ze op in Burgdorf in het kanton van Bern. Ze studeerde biologie aan de Universiteit van Berne, waar ze in 2003 afstudeerde. In datzelfde jaar, trouwde ze met Matthias Niggli, dit is ook een Zwitserse oriëntatieloper. Ze wonen op het moment in Münsingen vlak bij Bern en in Ulricehamn, Zweden.
Ze begon met oriënteren op jonge leeftijd, bij de Zwitserse club OLV Hindelbank; op de leeftijd van 10 jaar deed ze mee aan haar eerste wedstrijd. Haar palmarès maken veel indruk: ze won een gouden medaille bij de junioren kampioenschappen oriëntatielopen in 1997, is 14 maal Zwitsers kampioene, won de Finse kampioenschappen eenmaal en de Zweedse kampioenschappen vijfmaal, heeft de World Cup driemaal gewonnen, en heeft vijf gouden medailles van de Europese kampioenschappen en totaal twaalf gouden medailles van de wereldkampioenschappen. In 2003 won ze alle vier de vrouwen wedstrijden van de wereldkampioenschappen die in Rapperswil (SG) in Zwitserland werden gehouden (kort, middellange, en lange afstand, en—samen met Lea Müller en Vroni König-Salmi—de estafette). Ze herhaalde deze uitzonderlijke prestatie twee jaar later tijdens de wereldkampioenschappen in Aichi, Japan. Tijdens de Europese Kampioenschappen in Otepää, Estland, won ze goud tijdens de sprint en de lange afstand wedstrijd, en ze finishte vijfde in de middellange afstand wedstrijd. Het Zwitserse team finishte tweede in de estafette, alleen verslagen door het Finse team. Simone Niggli-Luder is ook de huidige nummer één van de wereldranking.
In 2002, heeft ze een jaar in Finland doorgebracht, ze liep toen voor de Finse club Turun Suunnistajat, en won de Finse kampioenschappen. Sinds Juli 2003, loopt ze voor de Zweedse club Ulricehamns OK.

## Resultaten
Wereldkampioenschap oriëntatielopen
- Gouden medailles (14)
  - 2001 - lange afstand - Tampere, Finland
  - 2003 - lange afstand - Rapperswil (SGllen), Zwitserland
  - 2003 - middellange afstand- Rapperswil (SG), Zwitserland
  - 2003 - sprint - Rapperswil (SG), Zwitserland
  - 2003 - estafette - Rapperswil (SG), Zwitserland
  - 2004 - sprint - Västerås, Zweden
  - 2005 - lange afstand - Aichi, Japan
  - 2005 - middellange afstand- Aichi, Japan
  - 2005 - sprint - Aichi, Japan
  - 2005 - estafette - Aichi, Japan
  - 2006 - lange afstand - Aarhus, Denemarken
  - 2006 - middellange afstand - Aarhus, Denemarken
  - 2007 - middellange afstand - Kiev, Oekraïne
  - 2007 - sprint - Kiev, Oekraïne
- Zilveren medaille (1)
  - 2006 - sprint - Aarhus, Denemarken
- Bronzen medailles (3)
  - 2001 - sprint - Tampere, Finland
  - 2006 - estafette - Aarhus, Denemarken
  - 2007 - lange afstand - Kiev, Oekraïne

Europees kampioenschap oriëntatielopen
- Gouden medailles (5)
  - 2002 - lange afstand - Sümeg, Hongarije
  - 2004 - lange afstand - Roskilde, Denemarken
  - 2004 - sprint - Roskilde, Denemarken
  - 2006 - lange afstand - Otepää, Estland
  - 2006 - sprint - Otepää, Estland
- Zilveren medaille (2)
  - 2000 - middellange afstand - Truskavets, Oekraïne
  - 2006 - estafette - Otepää, Estland

World Cup Oriëntatielopen
- 31 World cup zeges (27 Individuele, 4 estafettes)
- Eerste totaal World cup
  - 2002
  - 2004
  - 2005
  - 2006
- Tweede totaal World cup
  - 2000

World Games
- Gouden medailles (2)
  - 2005 - individuele afstand - Duisburg, Duitsland
  - 2005 - estafette - Duisburg, Duitsland

Wereld Universiteits Kampioenschap Oriëntatielopen
- Gouden medailles (2)
  - 2000 - Klassieke afstand
  - 2000 - Estafette
- Bronzen medaille (1)
  - 1998 - Estafette

Junioren Wereldkampioenschap Oriëntatielopen
- Gouden medaille (1)
  - 1997 - Klassieke afstand - Leopoldsburg, België
- Zilveren medaille (1)
  - 1996 - Estafette - Roemenië
- Bronzen medailles (2)
  - 1997 - Estafette - Leopoldsburg, België
  - 1998 - Estafette - Reims, Frankrijk